# Плейель, Игнац
Игнац Йозеф Плейель (нем. Ignaz Josef Pleyel) — французский композитор и издатель австрийского происхождения, основатель фортепианной фабрики «Плейель», существующей и поныне.

## Биография
Игнац Плейель родился 18 июня 1757 года в Рупперстале (близ Вены) в семье школьного учителя Мартина Плейеля. Он был 24-м ребенком из 38 детей в семье. Учился композиции у Йозефа Гайдна (1772—1777), у которого по обычаям того времени жил в доме. Игру на скрипке и фортепиано изучал у Я. К. Ваньхаля, совершенствовался в Италии, где подружился со многими известными композиторами (Доменико Чимароза, Джованни Паизиелло и др.). Позволить себе обучение он смог благодаря спонсорам-аристократам, поверившим в его талант, в частности, венгерскому графу Ладислаусу Эрдёди. В Италии Плейель написал оперу «Ифигения», которая с успехом была поставлена в Неаполе в 1785 году.
С 1783 года Плейель служил капельмейстером в Страсбурге. В 1791-1792 годах дирижировал лондонским оркестром музыкального общества «Профессиональные концерты». С 1795 года жил в Париже, где основал одну из лучших французских фирм по производству фортепиано «Плейель» (1807). Из-за успеха в коммерции Плейель постепенно перестал сочинять, несмотря на то, что в первые годы пребывания во Франции активно занимался композиторским творчеством.
Оставив дела в 1824 году, Плейель переехал в деревню в 50-ти километрах от Парижа. На склоне лет он понимал, что его произведения уже теряют популярность на фоне зародившегося стиля романтизм. Скончался Плейель 14 ноября 1831 года в упомянутой деревне. Похоронен на парижском кладбище Пер-Лашез.

## Творчество
При жизни композитора наибольшую популярность получили его сочинения, являющиеся откликом на революционные события во Франции. В их числе — «Гимн свободе» (1791), написанный на слова Руже де Лиля, и симфония «Революция 10 августа, или Аллегорический набат» (1793) — монументальное сочинение для хора, оркестра и 7-ми колоколов. Одна из тем «Гимна свободы» имеет нечто общее с началом финала 5-й симфонии Бетховена.
Сочинения Плейеля отличаются элегантностью и красотой мелодий. Его струнные квартеты оценил В. А. Моцарт.

## Сочинения
- Оперы:

- «Фея Ургела» (Вена, 1776)
- «Ифигения в Авлиде» (Неаполь, 1785)

- «Суд Париса» (балет-пантомима, Париж 1793)
- Сочинения для оркестра:

- 29 симфоний
- 5 концертных симфоний
- Серенады
- Концерты с оркестром для фортепиано, для скрипки, альта, виолончели, кларнета

- Камерно-инструментальные ансамбли:

- Дуэты
- Трио
- 45 струнных квартетов
- 6 квартетов с флейтой
- Струнные квинтеты
- Струнные секстеты
- Септет для струнных
- 2 валторн и контрабаса

А так-же композиция для оркестра "Сонатина"

## Рояли Плейеля
В 1807 году Игнац Плейель основал фирму по изготовлению роялей «Плейель&Ко». В 1815 году сын Плейеля Камиль присоединился к фирме в качестве партнёра. Фирма предоставляла рояли для Фридерика Шопена, который считал инструменты Плейеля лучшими. На настоящий день имеются сохранившиеся оригиналы роялей Плейеля, также создаются современные реплики. В 2009 году Полом Макналти была создана копия рояля Плейеля 1830 года (серийный номер 1555), которая сейчас находится в коллекции Института Шопена в Варшаве и была использована на Первом международном конкурсе пианистов на исторических инструментах.